# Tramlijn Roermond - Sittard
De tramlijn Roermond - Sittard was van 1922 tot 1937 een tramlijn van de Limburgsche Tramweg-Maatschappij (LTM). De lijn verbond Roermond en Sittard via Echt, Roosteren en Born. De lijn had een lengte van dertig kilometer en daarnaast vier zijtakken van in totaal negen kilometer lengte naar respectievelijk de haven van Maasbracht, spoorwegstation Echt, Roosteren Maas en Grevenbicht. De totale spoorlengte bedroeg 92 kilometer.

## Belangrijke gebeurtenissen
- 1905: Eerste plan voor een elektrische smalspoortramlijn van Venlo via Roermond en Sittard naar Maastricht
- 1917: Overeenstemming tussen de Centraal Limburgsche Stoomtramwegmaatschappij (CLS) en de betrokken gemeenten om de stoomtramlijn aan te leggen en de verstrekking van gemeentelijke subsidie hiervoor
- 1920: Keuze voor normaalspoor op last van de minister van Waterstaat
- 1921: Overname van de CLS door de Limburgsche Tramweg-Maatschappij (LTM)
- 30 november 1922: Opening baanvak Roermond – Roosteren Maas en Echt-Dorp – Echt Station
- 18 mei 1923: Verlenging in Roermond van het Cuypershuis (kilometerpunt 0,0) naar de Godsweerdersingel
- 15 mei 1924: Opening baanvak Roosteren – Grevenbicht
- 5 juli 1929: Opening zijtak naar Maasbracht-haven
- 15 juli 1931: Opening baanvak Buchten – Sittard
- 1 december 1933: Overname van baanvak Sittard - Buchten door de Nederlandse Spoorwegen
- 19 december 1937: Sluiting resterende gedeelte

## Voorgeschiedenis en aanleg
In 1905 werd het eerste plan gemaakt voor de tramlijn en tijdens de Eerste Wereldoorlog werden deze plannen verder uitgewerkt. Na deze oorlog was het plan om een tramlijn van Roermond naar Buchten te laten lopen en vandaar een lus via Sittard, Staatsmijn Maurits, Urmond en Grevenbicht weer terug naar Buchten. 

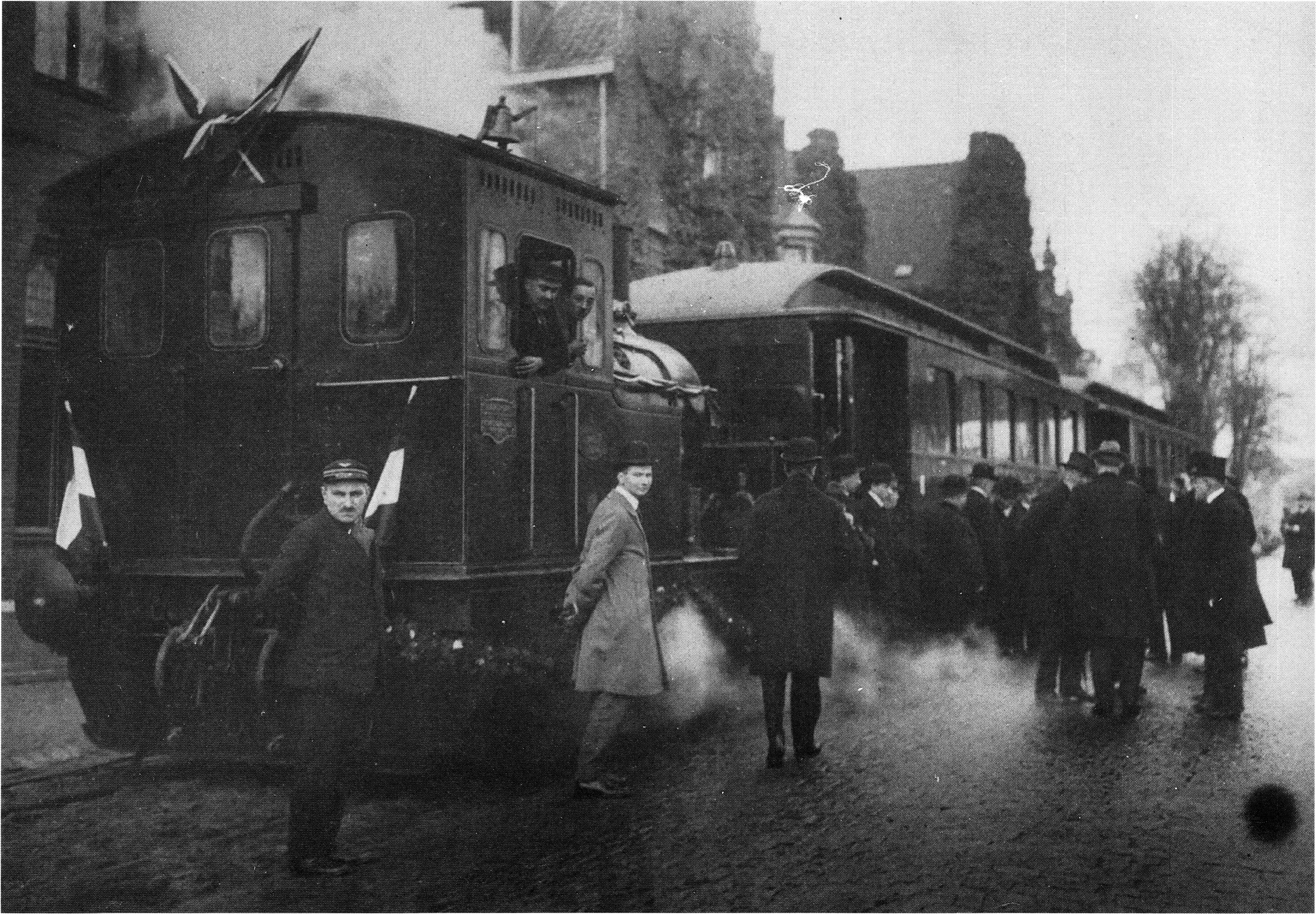
Opening van de lijn op 30 november 1922. Roermond, Maastrichterweg.

 Het gedeelte tussen Roermond en Roosteren werd als eerste aangelegd en kwam in 1922 gereed en in 1924 werd de zijtak naar Grevenbicht voltooid. Deze twee delen kostte ruim 2,5 miljoen gulden om aan te leggen. De ruim zes kilometer tussen Buchten en Sittard duurde tot 1931 om aan te leggen. Aanvankelijk was het plan dat de tram aan de achterkant van station Sittard zou aankomen. In zomer 1926 was de lijn tot aan de tunnel in Sittard aangelegd. De gemeente besloot echter in 1927 definitief dat het eindpunt toch voor het station moest komen. De reden hiervoor was dat de lijn na elektrificatie kon aansluiten op de elektrische tramlijn naar Heerlen en de nog aan te leggen elektrische tram naar de wijk Lindenheuvel. Het plan voor de lijn naar Lindenheuvel is uiteindelijk in 1934 definitief verworpen. Door de verandering van eindpunt liep de aanleg vertraging op, omdat de benodigde gronden onteigend moesten worden. De lus naar Urmond werd niet meer aangelegd, omdat de Staatsmijnen interesse verloren om Staatmijn Maurits per tram te verbinden. Ook was er een zijtak gepland naar Waldfeucht via Pey en Koningsbosch. Van de laatste zijtak is alleen het baanvak tussen tramstation Echt en treinstation Echt aangelegd. Op station Sittard kon overgestapt worden op de elektrische tramlijn Heerlen - Sittard en in Roermond op de metersporige tramlijn Roermond - Vlodrop, tramlijn naar Ittervoort/Maaseik en die naar Deurne.

## Dienstregeling
Op werkdagen waren er vijf ritten van een tram bestaande uit een stoomlocomotief en een rijtuig voor de eerste klas en een rijtuig voor de tweede klas. De reis van Roermond naar Roosteren Maas duurde zo’n 68 minuten, van Roosteren Maas naar Sittard 39 minuten en Sittard – Grevenbicht kostte 22 minuten. De belangrijkste vervoersstroom in het goederenvervoer was steenkool en bestond hiernaast uit grind en zand uit de groeves bij Grevenbicht en Roosteren Maas, ammoniak, stenen en dakpannen. Tweemaal is de dienstregeling vanwege overstromingen van de Maas enkele dagen gestremd geweest: begin november 1924 het hele lijnennet ten zuiden van Dieteren en in januari 1926 tussen Echt en Holtum.

## Tussentijdse aanpassingen
Tussen 1924 en 1929 lag er nog een 1,7 kilometer lang spoor van halte Grevenbicht naar de LTM-grinderij aan de Maas. Vanaf 1925 werd het Julianakanaal aangelegd en hierdoor moest de tramlijn wat aangepast worden: Bij Roosteren kwam een kanaalbrug waarover de tram ging rijden, waardoor ook de tramdriehoek Roosteren opgehoogd moest worden. Dit alles werd op 1 oktober 1931 in gebruik genomen. Een tweede kanaaloversteek kwam bij de sluis van Born en was vanaf 2 november 1932 gereed. 

## Zijtak naar Maasbracht
Vanaf 1860 was de Maas ten zuiden van Venlo niet bevaarbaar, omdat België veel water onttrok om via kanalen naar de Kempen te laten stromen. In juli 1929 kwam de Maasverbetering tussen Grave en Maasbracht gereed. Stroomopwaarts was de Maas nog een onbetrouwbare regenrivier. Hierdoor was het gunstig om in Maasbracht een overslag te realiseren, waarbij steenkool het belangrijkste overslaggoed was. Vanaf 1926 liep er van halte Stevensweert een zijtak naar de haven van Maasbracht. De eerste twee jaar nadat dit in gebruikt was gesteld werd hierover bouwmateriaal vervoerd voor het Julianakanaal en Sluis Maasbracht, daarna zand, grind en andere grondstoffen. Op 30 november 1929 werd de kolentip van het Rijkskolentipsbedrijf in gebruik genomen. Drie treinen met 50 kolenwagons per dag werden uit de Oostelijke Mijnstreek hiervoor via station Echt de tramlijn opgeleid en vervolgens via de kolentip in Maasbracht op schepen geladen. De kolentip werd bij het gereedkomen van het Julianakanaal overbodig en werd in juli 1935 gesloten, want vanaf mei 1934 vond de overslag plaats in de havens van Born, Stein en Borgharen. De zijtak naar Station Echt werd daarom in 1936 buiten gebruik gesteld, maar is kort daarna overgenomen door de Nederlandse Spoorwegen.

## Einde van het tramvervoer

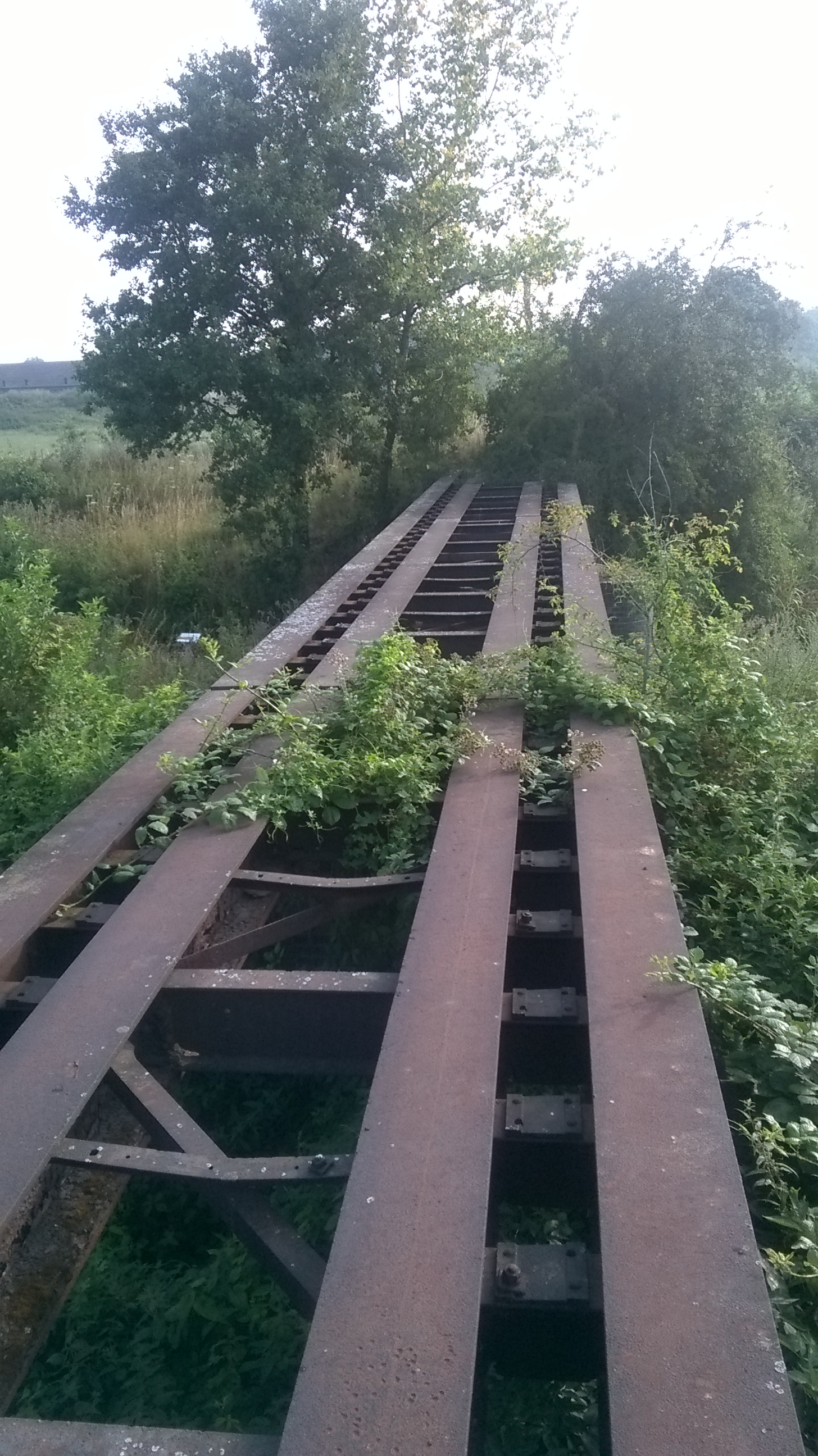
Trambrug over de Middelgraaf zonder rails

Aanvankelijk was het plan dat de LTM steenkool zou overslaan op de nieuwe haven van Born aan het Julianakanaal. De LTM kwam echter in financiële nood en hierdoor ging deze overslag naar de Nederlandse Spoorwegen. De tramlijn rendeerde vooral door het vervoer van steenkool goed. Het was de best lopende spoorlijn van de LTM. Het kolenvervoer verbeterde zelfs jaar-in-jaar-uit door groei van de Nederlandse steenkoolproductie en verschuiving van het kolenvervoer van spoor naar schip. De LTM maakte echter veel verlies op haar andere tramlijnen. Op 1 december 1933 werd het stuk tussen Sittard en Buchten overgenomen door de NS voor ƒ 750.000 en het reizigersvervoer gestaakt. Deze maatschappij bouwde dit stuk tramlijn om tot de spoorlijn Sittard - Born om steenkool aan te voeren naar de NS-Overlaadhaven aan het Julianakanaal in Born. Bij Sittard kreeg deze lijn een verbinding met het spoorwegemplacement en werd de tramlijn aan de voorkant van het station opgebroken. De goederenspoorlijn werd op 7 mei 1934 geopend en loopt nog steeds door het centrum van Limbricht en Born als overblijfsel van de begintijd als tramlijn.
Het personenvervoer op de lijn is nooit winstgevend geweest. In de jaren dertig was de frequentie teruggelopen tot enkele tramritten per dag. Voor het eindpuntenvervoer tussen Roermond en Sittard had de lijn geen functie naast de rechtstreekse hoofdspoorlijn. Mede doordat tussen Sittard en Grevenbicht vanaf 1925 een busdienst werd onderhouden door de particuliere ondernemers Veders & Cramers, viel het personenvervoer op de tramlijn op dit traject vanaf het begin al tegen. De dienst naar Grevenbicht werd daarom tegelijkertijd gestaakt met de overdracht van het baanvak Sittard – Buchten. Het vervoer op de overgebleven stukken van de lijn was zeer beperkt. Tegelijkertijd nam in deze jaren het personenvervoer per tram af door de concurrentie van het particuliere vervoer en de crisis van de jaren 1930. Het verlies van het kolenvervoer naar Maasbracht was een aderlating en kwam nog eens bovenop het verlies van het stuk tramlijn naar Sittard. De dagelijkse dienstregeling voor personenvervoer tussen Roermond en Roosteren werd gestaakt op 3 mei 1937, waarna op 19 december 1937 de gehele opheffing volgde. In 1938 was de lijn opgebroken. Een kilometer tramlijn bij halte Linne Rijksweg werd verkocht aan de N.V. Nederlandse Patent- en Kristal Sodafabriek. Dit stuk is tot 1999 gebruikt en in 2012 verwijderd.
De zijtak tussen Station Echt en pannenfabriek de Valk werd pas in 1964 opgeheven door de NS. Na opheffing van de tramlijn heeft de pannenfabriek nog jarenlang klei uit de Doort aangevoerd over de lijn.

## Wisselplaatsen
De tramlijn was enkelsporig uitgevoerd. Op de volgende wisselplaatsen konden trams elkaar passeren:
| - Herten-Merum - Linne - Maasbracht-Beek - Stevensweert | - Echt - Dieteren - Roosteren Dorp - Roosteren Maas | - Holtum - Buchten Emplacement - Born Molenstraat - Limbricht |

## Materieel
De tramlijn werd geëxploiteerd met naar verhouding groot en zwaar stoomtrammaterieel: vijftien locomotieven van de serie LTM 21-35, ontworpen door ir. D. Verhoop en gebouwd door Hanomag in 1922-1925, en twintig vierassige rijtuigen van Beijnes, Linke-Hofmann en Waggonfabrik Uerdingen. Er waren ook tien post/bagagewagens van Linke-Hofmann, die steeds minder nodig waren en na 1930 nauwelijks meer werden gebruikt.
Dit materieel, dat gedeeld werd met de LTM-tramlijn Maastricht - Vaals, kwam in dienst op een moment dat de dure en inefficiënte exploitatie met stoomtractie al op haar retour was. In dezelfde periode werden elders in Nederland voor interlokaal vervoer al elektrische tramlijnen en motortrams in dienst gesteld. Daardoor zijn deze modernste Nederlandse stoomtrams nooit goed tot hun recht gekomen. Van 1923 tot 1925 en van 1931 tot 1933 is naast stoomlocomotieven ook benzinemotortractie gebruikt op de lijn. Naast de huur van enkele exemplaren had de LTM hiervoor een motorrijtuig in eigendom, dat gebouwd was door Deutsche Werke Kiel.
Voor het goederenvervoer op beide normaalsporige lijnen kocht de LTM vijf stoomlocomotieven (deels tweedehands) en 192 normaalsporige goederenwagens in diverse maten en soorten. Al dit materieel had schroefkoppelingen en spoorbuffers en kon dus gekoppeld worden met treinmaterieel. 
Stoomlocomotief 26 bleef bewaard, werd gerestaureerd en doet dienst bij de Museumstoomtram Hoorn-Medemblik.

## Overblijfselen

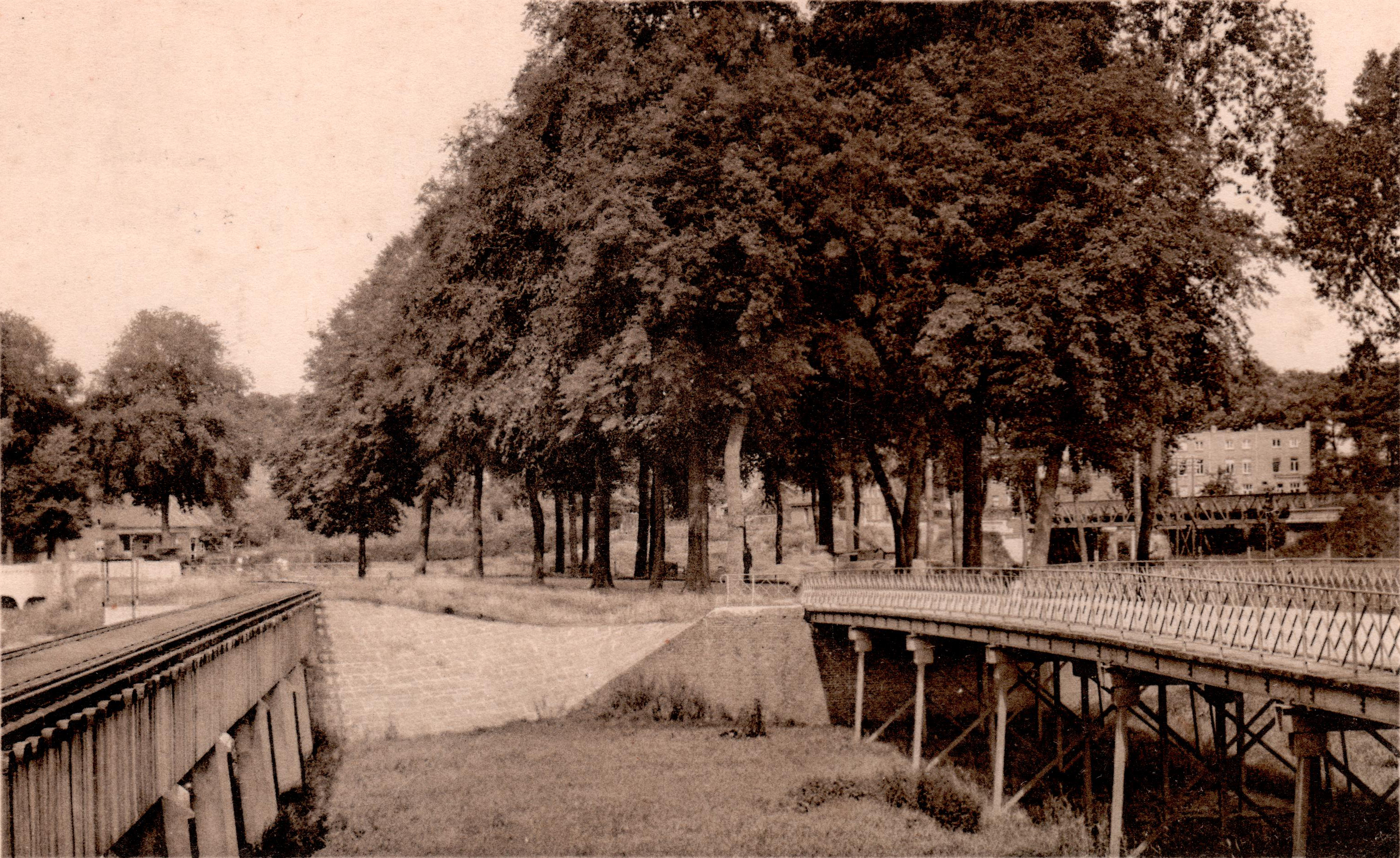
Trambrug over de Hambeek (links) in 1935
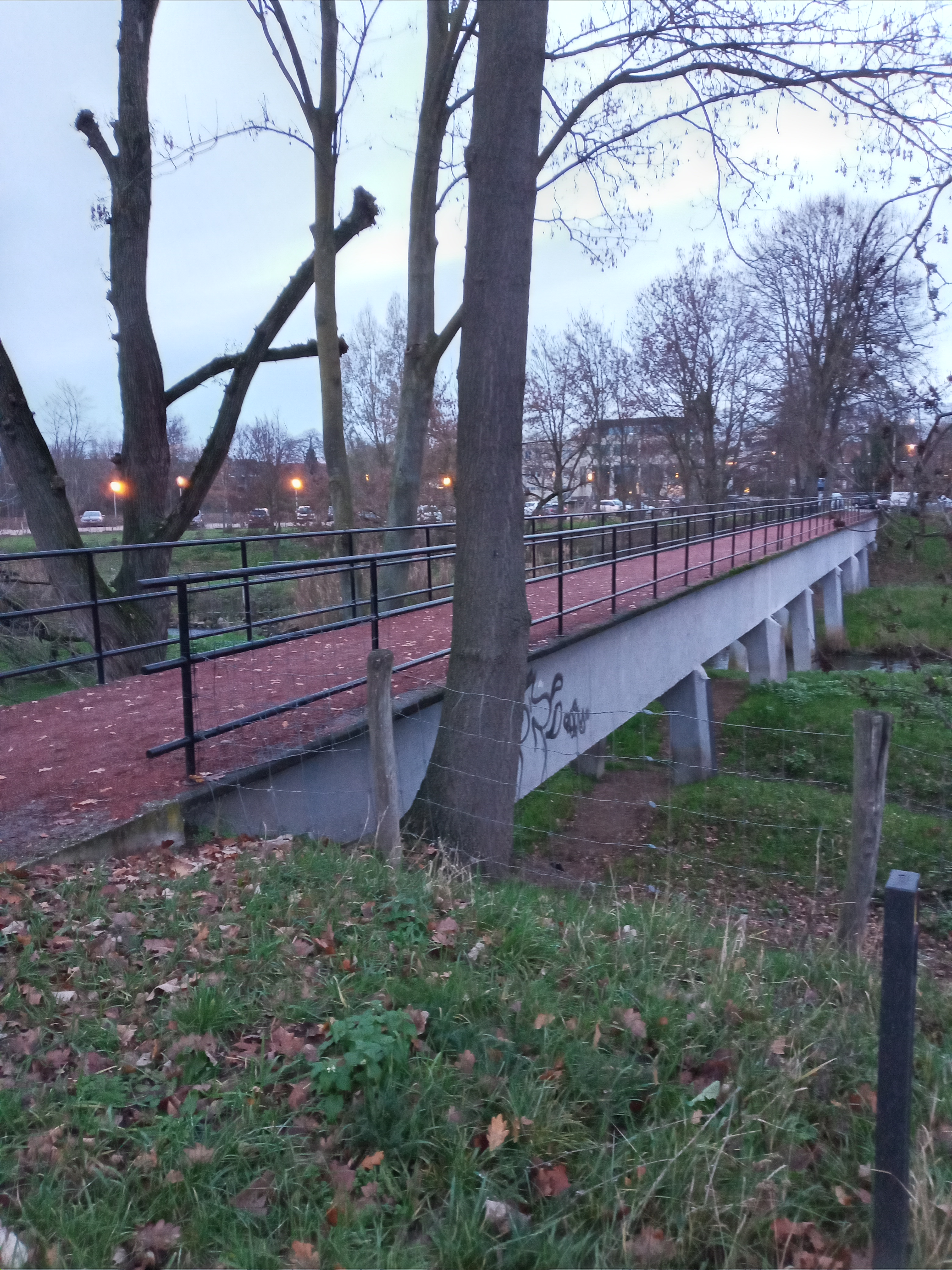
Dezelfde brug in 2020
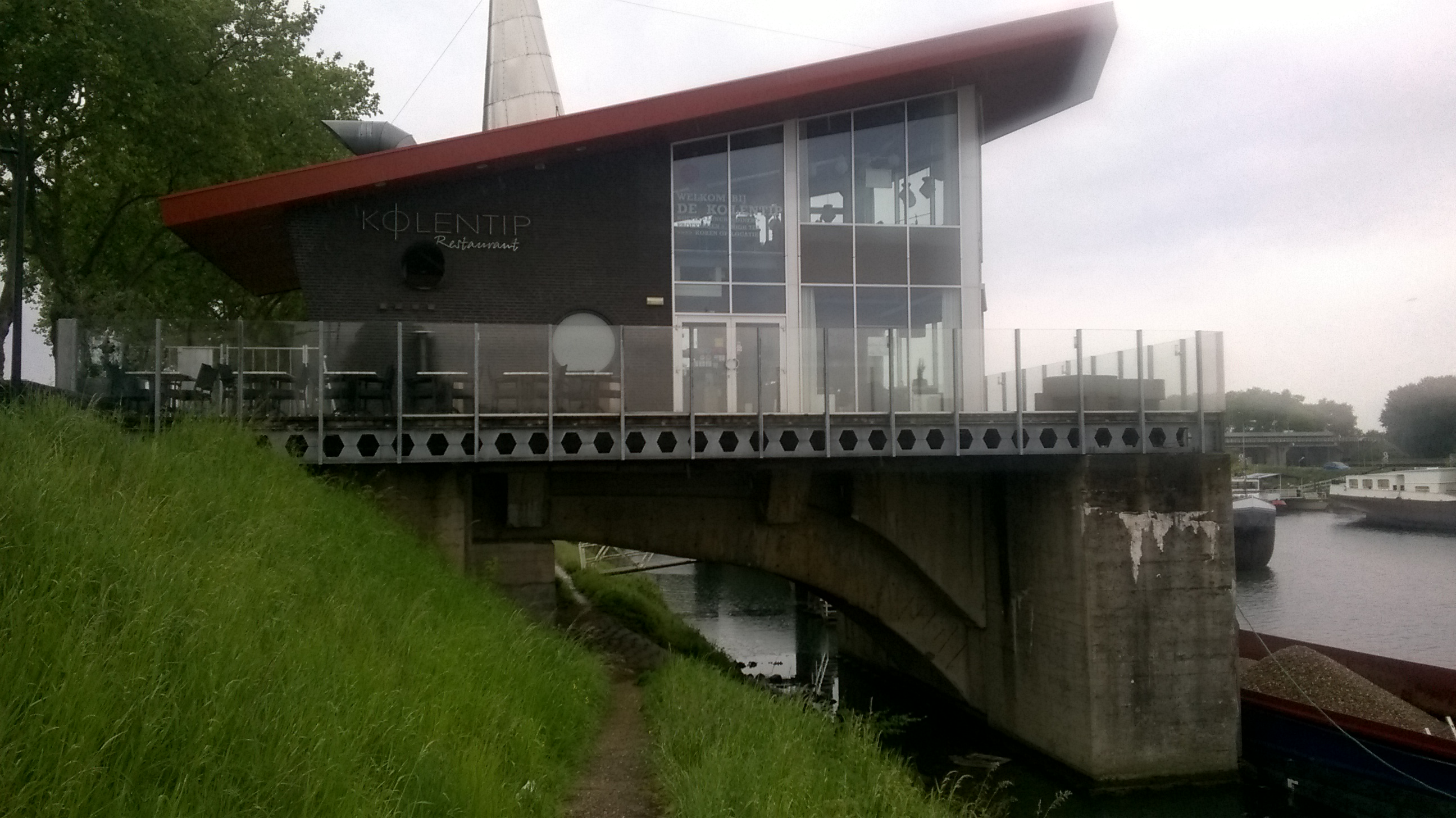
Onderstel kolentip Maasbracht met restaurant
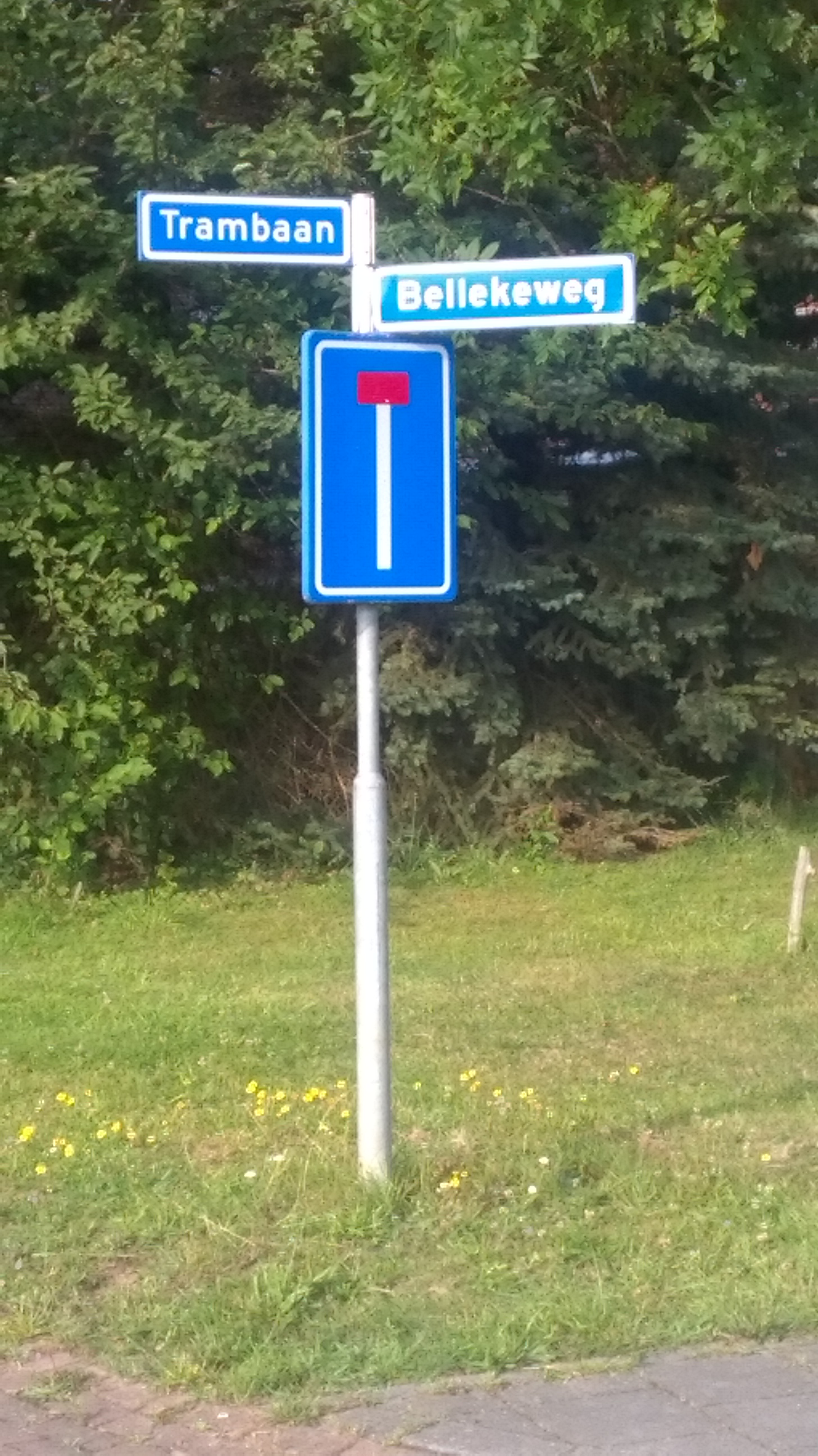
Straatnaambord Trambaan in Echt
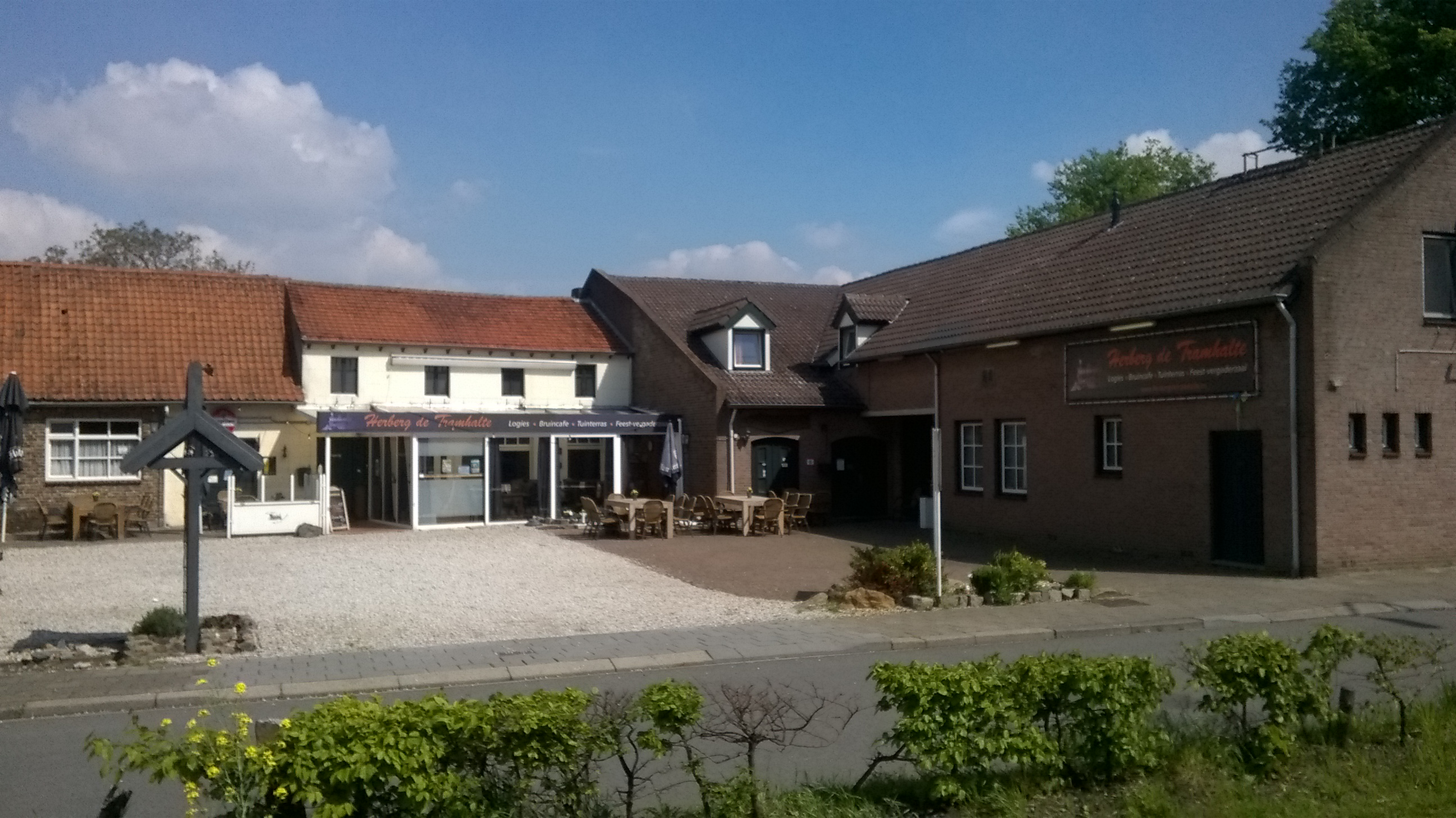
Herberg de Tramhalte

- Brug over de Hambeek ten westen van de Maastrichterweg in Roermond, nu gebruikt als fietspad
- Onderstel van de kolentip aan de haven van Maasbracht
- Het vrijliggende tracé van anderhalve kilometer ten zuiden van Echt
- Brug in de Lindestraat over de Echter Molenbeek van zijlijn Echt Dorp - Station Echt
- Resten van de brug over de Echter Molenbeek ten zuiden van Echt
- Trambrug over de Middelsgraaf bij Ophoven
- Gedeelte van de tramdriehoek Roosteren
- Dienstwoning te Roosteren Maas op Schansberg 3
- Spoor tussen Buchten en de wijk Limbrichterveld in Sittard (spoorlijn Sittard - Born)
- Tunnel ten noorden van station Sittard, nu Tunnelstraat

### Straatnamen
- Tramweg en Oude Trambaan te Herten
- Tramweg te Linne
- Tramlaan te Brachterbeek
- Tipweg in Maasbracht (vernoemd naar de kolentip)
- Trambaan en Oude Trambaan te Echt
- De Tramweg te Holtum-Noord
- Spoorstraat te Buchten

### Namen van horecabedrijven
- Proeverij De Tramhalte te Roermond, Stationsplein 17
- Café de Tramhalte te Linne, Nieuwe Markt 10
- Herberg de Tramhalte te Roosteren, Kasteel ter Borglaan 3